# 26478 Cristianrosu
26478 Cristianrosu è un asteroide della fascia principale. Scoperto nel 2000, presenta un'orbita caratterizzata da un semiasse maggiore pari a 2,7700193 UA e da un'eccentricità di 0,0860899, inclinata di 8,49682° rispetto all'eclittica.